# اولد فوربستاون (کالیفرنیا)
اولد فوربستاون (به انگلیسی: Old Forbestown) یک منطقهٔ مسکونی در ایالات متحده آمریکا است که در شهرستان بیوت، کالیفرنیا واقع شده‌است. اولد فوربستاون ۸۷۲ متر بالاتر از سطح دریا واقع شده‌است.